# Radu Albot
Radu Albot (Chisinau, 11 de novembro de 1989) é um tenista profissional moldavo.

## ATP finais

### Duplas: 1 (1 título)
| Legenda                           |
| Grand Slam(0–0)                   |
| ATP World Tour Finals (0–0)       |
| ATP World Tour Masters 1000 (0–0) |
| ATP World Tour 500 Series (0–0)   |
| ATP World Tour 250 Series (1–0)   |

| Finais por Piso |
| Duro (0–0)      |
| Saibro (1–0)    |
| Grama (0–0)     |
| Carpete (0–0)   |

| Posição | N. | Data        | Torneio                         | Piso   | Parceiro      | Oponentes                      | Placar        |
| Campeão | 1. | 3 Maio 2015 | Istanbul Cup, Istambul, Turquia | Saibro | Dušan Lajović | Robert Lindstedt Jürgen Melzer | 6–4, 7–6(7–2) |

## ITF Títulos

### Simples (16)
| Legend (Simples) |
| Challengers (2)  |
| Futures (14)     |

| N.  | Data              | Torneio     | Piso     | Oponente                | Placar                   |
| 1.  | 11 Outubro 2010   | Turquia F11 | Duro     | Denys Molchanov         | 6–3, 4–6, 7–5            |
| 2.  | 21 Fevereiro 2011 | Turquia F7  | Saibro   | Ruan Roelofse           | 7–5, 6–4                 |
| 3.  | 28 Março 2011     | Turquia F11 | Duro     | Alejandro González      | 7–5, 6–3                 |
| 4.  | 4 Abril 2011      | Turquia F12 | Duro     | Yannik Reuter           | 6–3, 7–6(7–1)            |
| 5.  | 11 Abril 2011     | Turquia F13 | Duro     | Peter Gojowczyk         | 6–3, 6–2                 |
| 6.  | 23 Maio 2011      | Italia F11  | Saibro   | Walter Trusendi         | 2–6, 6–2, 7–6(7–1)       |
| 7.  | 20 February 2012  | Turquia F7  | Duro     | Aleksandr Lobkov        | 7–6(7–5), 6–3            |
| 8.  | 27 Fevereiro 2012 | Turquia F8  | Duro     | Ádám Kellner            | 7–6(7–5), 6–2            |
| 9.  | 26 Março 2012     | Turquia F12 | Duro     | Sergio Gutierrez-Ferrol | 6–1, 6–3                 |
| 10. | 16 Abril 2012     | Turquia F15 | Duro     | Tomislav Brkić          | 6–1, 4–6, 6–1            |
| 11. | 23 April 2012     | Turquia F16 | Duro     | Tomislav Brkić          | 3–6, 6–4, 7–6(7–3)       |
| 12. | 28 Maio 2012      | Romênia F3  | Saibro   | Roman Borvanov          | 7–5, 6–4                 |
| 13. | 26 Fevereiro 2013 | Turquia F8  | Duro     | Reid Carleton           | 6–1, 6–4                 |
| 14. | 5 Março 2013      | Turquia F9  | Duro     | Marsel İlhan            | 6–3, 3–6, 7–6(9–7)       |
| 15. | 29 Setembro 2013  | Fergana     | Duro     | Ilija Bozoljac          | 7–6(11–9), 6–7(3–7), 6–1 |
| 16. | 28 Fevereiro 2015 | Kolkata     | Duro (i) | James Duckworth         | 7–6(7–0), 6–1            |